# Domaine d'Okazaki

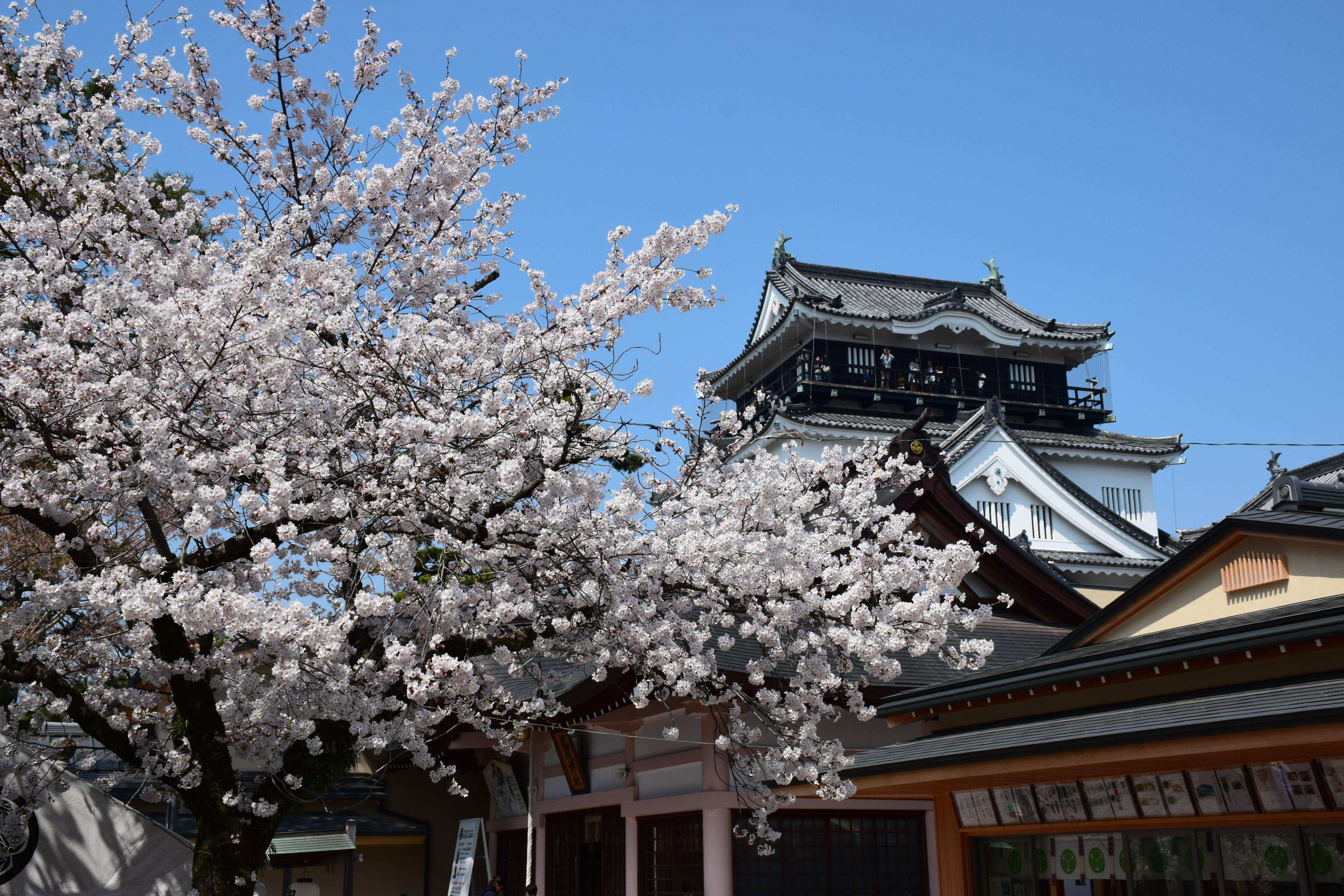
Château d'Okazaki, centre du domaine d'Okazaki.

Le domaine d'Okazaki (岡崎藩, Okazaki-han) est un domaine féodal japonais de l'époque d'Edo, situé dans l'est de la province de Mikawa (de nos jours préfecture d'Aichi), et dont le quartier général se trouve au château d'Okazaki dans la ville moderne d'Okazaki. Un certain nombre de fudai daimyo différents le gouvernent au cours de l'époque d'Edo. Du fait de ses liens avec Tokugawa Ieyasu, né dans le château d'Okazaki, le domaine bénéficie d'un prestige supérieur que celui relatif à sa valeur nominale assise sur les revenus générés par les taxes sur le riz.

## Histoire
Après avoir pris en 1524 le contrôle de la zone entourant Okazaki, Matsudaira Kiyoyasu démolit l'ancienne fortification et construit le château d'Okazaki. Son célèbre petit-fils, Motoyasu Matsudaira, appelé plus tard Tokugawa Ieyasu, y naît le 16 décembre 1542. Les Matsudaira sont défaits par le clan Imagawa en 1549 et Ieyasu est emmené en otage à Sunpu. À la suite des Imagawa à la bataille d'Okehazama, Ieyasu reprend possession d'Okazaki en 1560 et confie le domaine à son fils ainé, Matsudaira Nobuyasu quand il s'installe au château de Hamamatsu en 1570. Après qu'Oda Nobunaga a condamné Nobuyasu à mort en 1579, le clan Honda sert de châtelain. Après l'assignation forcée des Tokugawa à Edo à la suite du siège d'Odawara de 1590 par Toyotomi Hideyoshi, le château est donné à Yoshimasa Tanaka qui en améliore substantiellement les fortifications, étend la ville-château et développe la shukuba Okazaki-shuku sur le Tokaido.
Le domaine est créé à la suite de l'installation du shogunat Tokugawa et Honda Yasushige, un proche obligé, prend possession du château qu'Iesagu lui a donné. Le clan Honda est remplacé par le clan Mizuno de 1645 à 1762 puis par le clan Matsudaira (Matsui) de 1762 à 1769. En 1769, une branche du clan Honda retourne à Okazaki et le gouverne jusqu'à la restauration de Meiji.
En 1869, Tadanao Honda, le dernier daimyō du domaine d'Okazaki, le concède au nouveau gouvernement de Meiji. Avec l'abolition du système han en juillet 1871, Okazaki est intégré dans la préfecture de Nukata et le château d'Okazaki sert de quartier général préfectoral. Mais la préfecture de Nukata fusionne en 1872 avec la préfecture d'Aichi dont la capitale est déplacée à Nagoya.
Le domaine d'Okazaki n'est pas un territoire d'un seul tenant mais est constitué d'un certain nombre de terres dispersées dans la province de Mikawa :
- 95 villages dans le district de Hekinan
- 110 villages dans le district de Nukata
- 9 villages dans le district de Hazu

## Liste des daimyōs
- Clan Honda (fudai) 1601-1645

| # | Nom                        | Dates     | Titre           | Rang                    | Revenus                   |
| - | -------------------------- | --------- | --------------- | ----------------------- | ------------------------- |
| 1 | Honda Yasushige (本多康重) | 1601-1611 | Bungo-no-kami   | 5e inférieur (従五位下) | 50 000 koku               |
| 2 | Honda Yasunori (本多康紀)  | 1611-1623 | Bungo-no-kami   | 5e inférieur (従五位下) | 50 000 koku               |
| 3 | Honda Tadatoshi (本多忠利) | 1623-1645 | Ise-no-kami     | 5e inférieur (従五位下) | 50 000 koku → 56 500 koku |
| 4 | Honda Toshinaga (本多利長) | 1645      | Echizen-no-kami | 5e inférieur (従五位下) | 56 500 koku → 50 000 koku |

- Clan Mizuno (fudai) 1645-1762

| # | Nom                         | Dates     | Titre               | Rang                    | Revenus                   |
| - | --------------------------- | --------- | ------------------- | ----------------------- | ------------------------- |
| 1 | Mizuno Tadayoshi (水野忠善) | 1645-1676 | Daikenmotsu         | 5e inférieur (従五位下) | 50 000 koku               |
| 2 | Mizuno Tadaharu (水野忠春)  | 1676-1692 | Emon-no-suke        | 5e inférieur (従五位下) | 50 000 koku               |
| 3 | Mizuno Tadamitsu (水野忠盈) | 1692-1699 | Buzen-no-kami       | 5e inférieur (従五位下) | 50 000 koku               |
| 4 | Mizuno Tadayuki (水野忠之)  | 1699-1730 | Izumi-no-kami, jijū | 4e inférieur (従四位下) | 50 000 koku → 60 000 koku |
| 5 | Mizuno Tadateru (水野忠輝)  | 1730-1737 | Daikenmotsu         | 5e inférieur (従五位下) | 50 000 koku               |
| 6 | Mizuno Tadatoki (水野忠辰)  | 1737-1752 | Daikenmotsu         | 5e inférieur (従五位下) | 50 000 koku               |
| 7 | Mizuno Tadato (水野忠任)    | 1752-1762 | Izumi-no-kami       | 5e inférieur (従五位下) | 50 000 koku               |

- Clan Matsudaira (Matsui) (fudai) |1762-1769

| # | Nom                                  | Dates     | Titre             | Rang                    | Revenus     |
| - | ------------------------------------ | --------- | ----------------- | ----------------------- | ----------- |
| 1 | Yasutomi Matsudaira (松平(松井)康福) | 1762-1769 | Suo-no-kami, jijū | 4e inférieur (従四位下) | 50 400 koku |

- Clan Honda (fudai) 1769-1697

| # | Nom                        | Dates     | Titre                  | Rang                    | Revenus     |
| - | -------------------------- | --------- | ---------------------- | ----------------------- | ----------- |
| 1 | Honda Tadatoshi (本多忠粛) | 1769-1777 | Nakatsukasa-taifu      | 5e inférieur (従五位下) | 50 000 koku |
| 2 | Honda Tasatsune (本多忠典) | 1777-1790 | Nakatsukasa-taifu      | 5e inférieur (従五位下) | 50 000 koku |
| 3 | Honda Tadaaki (本多忠顕)   | 1790-1821 | Nakatsukasa-taifu      | 5e inférieur (従五位下) | 50 000 koku |
| 4 | Honda Tadataka (本多忠考)  | 1821-1835 | Nakatsukasa-taifu      | 5e inférieur (従五位下) | 50 000 koku |
| 5 | Honda Tadamoto (本多忠民)  | 1835-1869 | Mimasaki-no-kami, jijū | 4e inférieur (従四位下) | 50 000 koku |
| 6 | Honda Tadanao (本多忠直)   | 1869-1871 | Nakatsukasa-taifu      | 5e inférieur (従五位下) | 50 000 koku |

## Source de la traduction
- (en) Cet article est partiellement ou en totalité issu de l’article de Wikipédia en anglais intitulé « Okazaki Domain » (voir la liste des auteurs).